# Catulus aquilonius
Catulus aquilonius är en svampart som beskrevs av Malloch & Rogerson 1978. Catulus aquilonius ingår i släktet Catulus, klassen Dothideomycetes, divisionen sporsäcksvampar och riket svampar.   Inga underarter finns listade i Catalogue of Life.